# Rolf Lukaschewski
Rolf Lukaschewski (* 1. Dezember 1947 in Schleswig) ist ein deutscher Künstler und Maler des Neo-Expressionismus sowie der Pop-Art.

## Leben
Von 1968 bis 1978 studierte er Malerei und Bildhauerei in Köln an der Fachhochschule für Kunst & Design unter den Professoren Dieter Kraemer (Malerei) und Karl Burgeff (Bildhauerei). Seine akademische Ausbildung konnte er als Meisterschüler mit Auszeichnung abschließen. Rolf Lukaschewski erwarb sich mit seinen großformatigen, expressiven, gesellschafts- und zeitkritischen Gemälden, wie z. B. seinem Opernball-Triptychon, seine internationale Position in der Malerei des 21. Jahrhunderts. Er lebt und arbeitet überwiegend im schweizerischen Montreux am Genfersee.

## Werke
Seine Bildthemen beschäftigen sich mit dem Zeitgeschehen und dem Zeitgeist des 21. Jahrhunderts. Schon in seinen Anfangsjahren stellte Lukaschewski den Menschen mit seinem sozialen, kulturellen und politischen Umfeld in den Vordergrund. Zunächst geprägt von der Nachkriegszeit, der Zerstörung und dem rasanten Aufschwung Deutschlands entsteht der Bilderzyklus Mutter/Trümmerfrauen, in dem er sich der Rolle der emanzipierten und unabhängigen modernen Frau widmete. Dabei gerieten international bekannte und herausragende Persönlichkeiten und Stil-Ikonen der Zeit, wie John F. Kennedy, Marilyn Monroe, Agatha Christie, Peggy Guggenheim oder Marlene Dietrich immer mehr in den Fokus des Künstlers.

### Expression und Analyse
Die staatspolitischen Umwälzungen und der Wegfall der Mauer von 1989 finden in den Ölgemälden der Folgezeit ihren Widerhall. Seine Bilderzyklen Brandenburgertor und Deutsche Wiedervereinigung tragen diesen Ereignissen Rechnung und ihre Einzelporträts setzten den Staatsmännern Ronald Reagan, Michail Gorbatschow und Helmut Kohl ein Denkmal. Nach wie vor steht die Analyse von Zeit, Raum und Individuum im Vordergrund. Sichtbar wird dies besonders Anfang der Neunziger, in seinem Brandenburger Tor Zyklus der Trilogie Deutsche Wiedervereinigung. Er führt diese Auseinandersetzung mit den zeit-moralischen Aspekten des gesellschaftlichen Wandels in seinen analytischen Porträts fort, so zum Beispiel in seinem Porträt von Papst Johannes Paul II. sowie seiner Darstellung von Jesus Christus zur 2000-Jahr-Feier.

### Zeit und Pop-Kultur
Die Auseinandersetzung mit den gegenwärtigen Kultur- und Gesellschafts-Erscheinungen des 21. Jahrhunderts wird in Lukaschewskis Heroen-Bildern realer wie fiktiver Persönlichkeiten, von Madonna bis Spider-Man, weitergeführt.

## Auszeichnungen
- 2022: Pierre de Coubertain Medal für seine Aquarell-Serie Olympischer Sport[1]

## Werke/Projekte (Auswahl)
- 1984: „Opernball“ Triptychon, Alte Oper, Frankfurt/Main, Deutschland
- 1984–1986: Zyklen „Kalter Krieg“ und „Mensch: Moderner Heroismus“, Normandie, Frankreich
- 1991: Zyklus „Brandenburger Tor“, Rotes Rathaus, Berlin
- 1992: Trilogie „Deutsche Wiedervereinigung“: „Helmut Kohl“, „Mikhail Gorbatschow“ und „Ronald Reagan“, Privatbesitz d. o. G.
- 2000: „Jesus Christus“ sowie Porträt von Papst Johannes Paul II., Vatikan, Rom
- 2001–2004: Stillleben, Privatsammlung Abu Dhabi, UAE
- 2005–2008: Heroen der Filmleinwand: Spider-Man, Catwoman, 007, Privatsammlungen Schweiz, Deutschland
- 2009–2014: Digitales Zeitalter, Porträt Hommage Steve Jobs, Sylt Impressionen
- 2019: 70 Jahre Grundgesetz, Porträt Konrad Adenauer
- 2015–2020: Weltmacht USA, Hommage 70 Jahre Mickey Mouse, Walt Disney
- 2020: Olympische Sommerspiele 2021, Tokio
- 2022: International Olympic Committee: Ausstellung und Erhalt der olympischen Goldmedaille, Lausanne, Schweiz

## Einzelausstellungen (Auswahl)
- 1975: Galerie de la Passerelle Saint-Louis, Paris, Frankreich
- 1980: Galerie Jean-Pierre Lavignes, Paris, Frankreich
- 1983: Gallery Amaury Taittinger, New York, USA
- 1984: International Art Fair, London, Großbritannien
- 1985: Art 16 Basel, Basel, Schweiz
- 1987: L’Hippodrome, Douai, Frankreich
- 1988: Art Forum Hamburg, Hamburg, Deutschland
- 1988: Galerie Eva Poll, Berlin, Deutschland
- 1988: Museum Schleswig, Schleswig, Deutschland
- 1988: Galerie Lavignes-Bastille, Paris, Frankreich
- 1989: Schloss Bennigsen, Hannover, Deutschland
- 1994: Auditorium Stravinski, Montreux, Schweiz
- 1994: Kongresshaus, Zürich, Schweiz
- 1997: Weltwirtschaftsgipfel (WEF), Davos, Schweiz
- 1998: Polnisches Konsulat, Zürich, Schweiz
- 2001: Bellini-Foundation, Cannes, Frankreich
- 2003: Galerie Zabbeni, Vevey, Schweiz
- 2004: Kulturamt Stadt Königstein i.Taunus, Königstein, Deutschland
- 2005: Cultural Foundation Center, Abu Dhabi, Ver. Arabische Emirate
- 2006: Courtyard Gallery, Dubai, Ver. Arabische Emirate
- 2007: Galerie Zabbeni, Genf, Schweiz
- 2008: Galerie Lavignes Bastille, Paris, Frankreich
- 2010: Hofgalerie, Sylt, Deutschland
- 2014: Galerie Wild, Zürich
- 2015 First Gallery of  Fine Art, Bad Homburg
- 2017 Plexus Art Gallery, Montreux
- 2019 Galerie Wild, Zürich
- 2020 Kulturkirche,  Köln
- 2022 Olympic Day, Olympic House, Lausanne
- 2023 Olympic Museum, Beijing
- 2024 Fondation de Coubertin, Paris Olympic Games

## Öffentliche Ausstellungsorte (Auswahl)
- Alte Oper, Frankfurt/M. Deutschland
- Musée National Art d’Moderne, Paris, Frankreich
- Musée de Dunkerque, Dunkerque, Frankreich
- Museum Schleswig, Schleswig, Deutschland
- Rotes Rathaus, Berlin, Deutschland
- Städtische Galerie im Lenbachhaus, München, Deutschland
- Holocaust Museum, Washington, USA
- Cultural Foundation Center, Abu Dhabi, Ver. Arabische Emirate
- Vatikan, Rom, Italien
- Bundeshaus, Bern, Schweiz
- Auditorium Stravinski, Montreux, Schweiz
- Museum State of Maine, Maine, USA
- Musée d’Art Moderne et Contemporain, Strasbourg
- Von der Heydt Museum, Wuppertal
- Biennale Aulnay-sous-Bois
- Olympisches Museum, Lausanne, Schweiz
- Olympic Museum, Beijing, China
- Fondation de Coubertin, Paris Olympic Games